# Bimaristan Nur al-Din
 (décembre 2022).
La mise en forme du texte ne suit pas les recommandations de Wikipédia : il faut le « wikifier ».
Les points d'amélioration suivants sont les cas les plus fréquents. Le détail des points à revoir est peut-être précisé sur la page de discussion.
- Les titres sont pré-formatés par le logiciel. Ils ne sont ni en capitales, ni en gras.
- Le texte ne doit pas être écrit en capitales (les noms de famille non plus), ni en gras, ni en italique, ni en « petit »…
- Le gras n'est utilisé que pour surligner le titre de l'article dans l'introduction, une seule fois.
- L'italique est rarement utilisé : mots en langue étrangère, titres d'œuvres, noms de bateaux, etc.
- Les citations ne sont pas en italique mais en corps de texte normal. Elles sont entourées par des guillemets français : « et ».
- Les listes à puces sont à éviter, des paragraphes rédigés étant largement préférés. Les tableaux sont à réserver à la présentation de données structurées (résultats, etc.).
- Les appels de note de bas de page (petits chiffres en exposant, introduits par l'outil «  Source ») sont à placer entre la fin de phrase et le point final[comme ça].
- Les liens internes (vers d'autres articles de Wikipédia) sont à choisir avec parcimonie. Créez des liens vers des articles approfondissant le sujet. Les termes génériques sans rapport avec le sujet sont à éviter, ainsi que les répétitions de liens vers un même terme.
- Les liens externes sont à placer uniquement dans une section « Liens externes », à la fin de l'article. Ces liens sont à choisir avec parcimonie suivant les règles définies. Si un lien sert de source à l'article, son insertion dans le texte est à faire par les notes de bas de page.
- La présentation des références doit suivre les conventions bibliographiques. Il est recommandé d'utiliser les modèles {{Ouvrage}}, {{Chapitre}}, {{Article}}, {{Lien web}} et/ou {{Bibliographie}}. Le mode d'édition visuel peut mettre en forme automatiquement les références.
- Insérer une infobox (cadre d'informations à droite) n'est pas obligatoire pour parachever la mise en page.

Pour une aide détaillée, merci de consulter Aide:Wikification.
Si vous pensez que ces points ont été résolus, vous pouvez retirer ce bandeau et améliorer la mise en forme d'un autre article.
Le bimaristan Nur al-Din, en arabe البيمارستان النوري, est un hôpital médiéval musulman à Damas aussi connu sous le nom de Bimaristan al-Nouri, construit en 1154 sur demande du sultan Nur al-Din.  Le terme bimaristan vient du persan bimar qui signifie "malade" et se complète du suffixe istan qui permet de désigner un lieu. Aujourd’hui ce terne est surtout appliqué pour évoquer un asile d’aliénés.

## Histoire
Situé dans le quartier al-Hariqa, dans la vieille cité, le bâtiment qui accueille l’hôpital ainsi qu’une école de médecine fut construit en deux phases. L’édifice principal fut érigé en 1154 par le sultan Nur al-Din Mahmud et son extension, permettant à l’hôpital d’accueillir plus de patients, fut ajoutée en 1242 par Badr al-Din, un médecin. Le monument est utilisé jusqu’au début du XXe siècle.

## Architecture
Bien qu’ayant perdu sa fonction originale, le bâtiment reste intact dans sa structure. On peut ainsi percevoir que le plan, les formes et éléments ornementaux sont d’inspiration Seldjoukides.
L’édifice est principalement construit autour d’une cour. Différents portails accusent des caractéristiques diverses. Un premier portail original est surmonté d’un fronton antique, remployé d’un bâtiment préislamique local. Une grande hotte à muqarnas le surmonte. C’est ce portail inhabituel qui donne au bâtiment son intérêt principal. Les muqarnas en briques ne sont pas une pratique de Syrie, il est donc étonnant de trouver sur ce monument une voûte en brique.
Le portail à l’est donne accès à la cour par un iwan. Il est orné d’un bandeau épigraphique qui indique les grands faits de l’ère mamelouke. On retrouve des iwans de tous les côtés de la cour. Mais l’iwan le plus impressionnant est celui donnant à l’est. Il mesure huit mètres sur sept et demi. Etant donné sa taille, cet iwan est utilisé pour des occasions particulières telles que des réunions et des conférences de médecins.
Des espaces de stockages encastrés dans les murs ont été mis en évidence.  Il s’agirait de bibliothèques qui contenaient des livres de médecine ayant appartenu à Nur al-Din.
L’archéologue allemand Ernst Herzfeld s’est intéressé à ce bâtiment et a représenté l’architecture du bimaristan en plan, élévation et section. On trouve également des dessins sur les dômes de muqarnas et autres éléments décoratifs. Ces dessins sont disponibles en ligne dans la collection Herzfeld Papers du Metropolitan Museum à New York et permettent de documenter cet édifice.

## Restaurations
Différentes restaurations ont eu lieu. En 1283-1284, le sultan mamelouk al-Malik al-Mansûr Qalâ’ûn ordonna la réalisation de muqarnas dans la salle ouest de l’iwan-hall. L’aspect général des façades de la cour n’est pas altéré.
Une restauration plus récente, en 1975, transforme l’hôpital en Musée de la médecine et de la science dans le monde arabe.

## Liens
- Collection Herzfeld Papers au MET
- Bimaristan Nur al-Din - Archnet